# Jardins da Villa Borghese
Os Jardins da Villa Borghese compõem um conjunto paisagístico à maneira inglesa situados em Roma, na colina Pinciana. Contém muitos edifícios, museus e atracções, dos quais se destaca a Villa Borghese Pinciana, onde está instalado actualmente a Galleria Borghese. É o segundo maior parque de Roma (80 hectares ou 148 acres) depois do da Villa Doria Pamphili. Os jardins foram desenvolvidos para o palácio construído pelo arquitecto Flamínio Ponzio segundo esboços de Scipione Borghese, que o usou como villa suburbana, uma villa de recreio na periferia de Roma, e para acomodar a sua colecção de arte. Os jardins, tal se apresentam actualmente, foram refeitos no século XIX.